# Sudan (Texas)
Sudan è un comune (city) degli Stati Uniti d'America della contea di Lamb nello Stato del Texas. La popolazione era di 958 abitanti al censimento del 2010.

## Geografia fisica
Sudan è situata a 34°04′04″N 102°31′28″W (34.0678644 -102.5243624).
Secondo lo United States Census Bureau, la città ha una superficie totale di 2,65 km², dei quali 2,65 km² di territorio e 0 km² di acque interne (0% del totale).

## Società

### Evoluzione demografica
Secondo il censimento del 2010, la popolazione era di 958 abitanti.

### Etnie e minoranze straniere
Secondo il censimento del 2010, la composizione etnica della città era formata dall'80,48% di bianchi, il 4,38% di afroamericani, l'1,67% di nativi americani, lo 0,1% di asiatici, lo 0% di oceanici, il 12,32% di altre razze, e l'1,04% di due o più etnie. Ispanici o latinos di qualunque razza erano il 38,73% della popolazione.